# Raquel Boldorini
Raquel Boldorini, es una pianista uruguaya de música clásica considerada como una de las más importantes representantes del pianismo de su país. Se forma en Montevideo con los maestros Baranda Reyes y Eliane Richepin, continuando sus estudios en París con los maestros Marguerite Long y Vlado Perlemuter, especializándose con este último en música francesa. En los EE. UU. estudia en forma privada con el maestro León Fleisher. Ha ganado importantes concursos internacionales como el Vercelli (Italia), Recife (Brasil), Viña del Mar (Chile), Aspen (Colorado, USA) y Lalewicz (Buenos Aires, Argentina) y ha sido calificada por la crítica especializada como "un nombre para recordar".

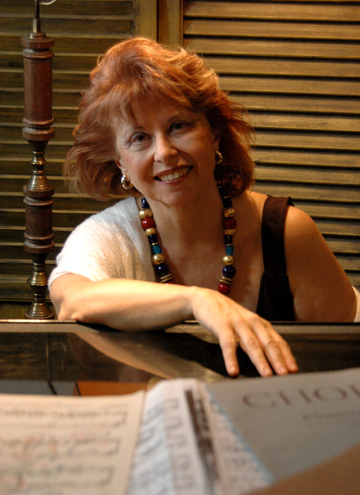

## Biografía
Alrededor de los cinco años comienza a repetir en el piano que había en su casa melodías que ejecutaba su madre. A raíz de esto es que sus padres deciden que comience a estudiar música con un maestro de piano. Cuando tenía 18 años estudiaba Derecho y había desistido de dedicarse a la música.  Pero por ese tiempo llega a Uruguay la pianista francesa Eliane Richepin quien luego de escucharla la anima a dedicarse por completo a la música. A raíz de esto comienza sus estudios en el Conservatorio Nacional.
A sugerencia de Eliane Richepin se traslada a París a estudiar con Marguerite Long, maestra de aquella. Sus primeros pasos en París no son fáciles. Su presupuesto es pequeño, se muda muchas veces y le cuesta encontrar un piano para estudiar. Finalmente, con la ayuda de Marguerite logra superar estos avatares y saca provecho de su estadía en París estudiando y asistiendo a conciertos. Esta experiencia le permite regresar a Montevideo con una mayor claridad de sus posibilidades como pianista.
Estudia luego con Leon Fleisher en Estados Unidos. El vínculo con este maestro se produce por medio del pianista Enrique Graff quien fuera alumno en aquellos momentos de Raquel Boldorini y que había sido becado para estudiar en aquel país. Becada por el Gobierno de Estados Unidos participa en el Festival de Aspen y comienza a estudiar en forma privada con Leon Fleisher durante varios años viajando desde Uruguay conciliando así su doble rol de artista y madre.
Como pedagoga, además de su labor en Montevideo y Buenos Aires, ha sido invitada a brindar clases magistrales en España, Estados Unidos, Francia, Brasil, Grecia, y Costa Rica.